# Dina Castillo
Dina Andreína Castillo Ortega (Puerto Cabello, 23 de noviembre de 1984) es una política venezolana que se desempeña como alcaldesa electa del municipio Valencia desde el 13 de diciembre de 2024, tras la renuncia de Julio Fuenmayor. Es dirigente del Partido Socialista Unido de Venezuela.

## Trayectoria
Durante el primer mandato de Rafael Lacava como alcalde de Puerto Cabello entre 2008 y 2013, Castillo se desempeñó como presidenta de la Corporación para el Desarrollo Económico y Social de Puerto Cabello (Corpuerto) y luego como presidenta del Instituto Municipal de la Cultura (Imacult).
En las elecciones municipales de 2013 fue electa concejal del municipio Puerto Cabello en representación de la parroquia Bartolomé Salom, por el Partido Socialista Unido de Venezuela. Fue presidenta del órgano edilicio entre 2013 y 2017. En las elecciones de 2018 es nuevamente reelecta como concejal, también por el PSUV.
El 1 de febrero de 2018 es nombrada por el gobernador Lacava como presidenta del Instituto de Vialidad de Carabobo (Invialca), cargo que ocupó hasta abril de 2022. Luego fue designada secretaria de Seguridad Alimentaria y Desarrollo Agrario del Estado Carabobo entre abril de 2022 y octubre de 2023.
En noviembre de 2023 es designada según Gaceta Oficial N.° 42.757 como Gerente de la Unidad Estadal del estado Carabobo del Ministerio del Poder Popular para el Turismo. En 2024 fue nombrada Directora Ejecutiva de Operaciones de la Alcaldía del Municipio Valencia.

### Alcaldesa de Valencia
El 13 de diciembre de 2024, el Concejo Municipal de Valencia aceptó la renuncia de Julio Fuenmayor a la alcaldía. Los concejales eligieron a Castillo como alcaldesa encargada hasta las próximas elecciones. Este nombramiento por el órgano legislativo se hizo en violación de la Ley Orgánica del Poder Público Municipal, la cual indica en su artículo 87 que la vacancia debe ser llenada por alguno de los concejales.
En junio de 2025 es ratificada como candidata del PSUV a la reelección en las elecciones de ese año.